# Martha van Wetteren
Martha van Wetteren (Landegem, 1646 - Belsele, 23 oktober 1684) was een slachtoffer van de heksenvervolging in Europa. Voor zover bekend is zij de laatste heks die in Vlaanderen is verbrand.
Als jonge weduwe van Adriaan van Moerbeke werd Martha verdacht van hekserij. Een getuige, Jan van Paddebrouck, beweerde dat zij hem beloofd had hem in de magie in te wijden als hij met haar zou trouwen. Bernard Bruggeman uit Sint-Pauwels vertelde de rechters dat de beschuldigde hem grote diensten bewezen had: ze had zijn schapen van de pokken genezen en een gestolen koe weer in de stal gebracht. Om het graan te doen groeien had ze hem bevolen een hond te doden, het dier in stukken te snijden en de delen over zijn akker te verspreiden. Getuige Isabelle Aerents kwam met het verhaal dat Martha haar aan een rijke echtgenoot had geholpen met haar toverkunst, dat deze man na zes weken huwelijk stierf en Isabelle heel zijn fortuin erfde, zoals Martha had voorspeld.
Martha werd veroordeeld door de vierschaar van Sinaai-Belsele op 24 juli 1684. Omdat zij zwanger was kreeg zij uitstel van executie tot na de bevalling. Op 23 oktober 1684 werd zij als heks levend verbrand te Belsele.